# Nationalstraße 321 (China)
Die Nationalstraße 321 (chinesisch 321国道, Pinyin 321 Guódào, englisch China National Highway 321), chin. Abk. G321, ist eine 2.220 km lange Fernstraße im Süden Chinas, die in Ost-West-Richtung in den Provinzen Guangdong, Guizhou und Sichuan sowie im Autonomen Gebiet Guangxi verläuft. Sie beginnt in der Metropole Guangzhou (Kanton) und führt von dort über Sihui, Wuzhou und Longsheng in die Provinzhauptstadt Guiyang. Anschließend verläuft sie über Dafang, Naxi und Jianyang in die Metropole Chengdu.